# Cololejeunea tixieri
Cololejeunea tixieri là một loài Rêu trong họ Lejeuneaceae. Loài này được Onr. mô tả khoa học đầu tiên năm 1989.